# エレオノール・ド・ブルボン
エレオノール・ド・ブルボン（フランス語：Éléonore de Bourbon, 1407年9月7日 - 1464年）は、ラ・マルシュ伯ジャック2世とベアトリス・ド・ナヴァールの娘。ナバラ王カルロス3世とレオノール・デ・トラスタマラの最年長の孫にあたる。

## 生涯
母ベアトリスが早くに亡くなり（1407年の11月末または12月半ば）、父ジャック2世はエレオノールを義父カルロス3世のもとに残し、エレオノールは祖父のもとでナバラで1423年まで育ち、その後父のもとに戻った。ジャック2世は、「カルロス3世の同意なしに娘を結婚させない」ことをカルロス3世に約束した。このカルロス3世のエレオノールに対する愛情は、妃レオノール・デ・トラスタマラとも共有しており、レオノールは1414年7月27日にオリテで口述された遺言の中で、夫カルロス3世と娘のブランカおよびイザベルに加え、エレオノールを相続人の1人として加えた。
1429年、エレオノールはパルディアック伯ベルナール・ダルマニャックと結婚し、ヌムール女公となった。また、1438年に父ジャック2世が死去した時に、エレオノールはラ・マルシュ伯位とカストル伯位を継承した。エレオノールは1464年に死去し、息子ジャックが継承した。

## 子女
- ジャック（1433年 - 1477年）  - ヌムール公、ラ・マルシュ伯、カストル伯、パルディアック伯
- ジャン（1440年 - 1493年） - オーリヤック修道院長